# Giovane Élber
Élber de Souza (thường được gọi là Giovane Élber), là một cựu tiền đạo bóng đá người Brazil. Tuy là một cầu thủ ghi rất nhiều bàn cho các câu lạc bộ khác nhau, nhưng trong phần lớn thời gian sự nghiệp của mình, Élber chỉ thi đấu ở Đức và trở nên nổi bật khi thi đấu cho Bayern Munich. Trong ba câu lạc bộ đã thi đấu, ông ghi được 133 bàn thắng sau 260 lần ra sân.